# 吉賀町立柿木小学校
吉賀町立柿木小学校（よしかちょうりつ かきのきしょうがっこう）は、島根県鹿足郡吉賀町にある、公立小学校。

## 概要
教育目標
「豊かな心をもち、自ら学ぶ意欲に満ちた　たくましい柿木っ子」

## 沿革
- 1872年（明治5年）10月
  - 柿木村立小学校（柿木・白谷・下須）を設立。
  - 木部谷村立小学校を設立。
  - 大野原村立小学校を設立。
  - 福川村立小学校を設立。
- 1875年（明治8年）
  - 福川村立小学校椛谷分校を設立。
- 1892年（明治25年）10月
  - 柿木村白谷尋常小学校と改称。
  - 柿木村木部谷尋常小学校と改称。
  - 柿木村福川尋常小学校と改称。
- 1914年（大正3年）4月
  - 柿木村椛谷尋常小学校を設立。（福川小学校より分離独立）
- 1927年（昭和2年）4月
  - 柿木村柿木尋常高等小学校と改称。
  - 白谷分教場、木部谷分教場、福川分教場を併合。
- 1947年（昭和22年）4月
  - 柿木村立柿木小学校と改称。
  - 柿木村立椛谷小学校と改称。
  - 柿木村立白谷小学校を設立。（柿木村立柿木小学校より分離独立）
  - 柿木村立木部谷小学校を設立。（柿木村立柿木小学校より分離独立）
  - 柿木村立福川小学校を設立。（柿木村立柿木小学校より分離独立）
- 1967年（昭和42年）4月
  - 白谷小・椛谷小と統合。
- 1969年（昭和44年）4月
  - 木部谷小、福川小と統合。（柿木校舎、木部谷校舎、福川校舎）
- 1970年（昭和45年）4月
  - 木部谷校舎、福川校舎を廃止。
- 2005年（平成17年）10月
  - 町村合併（六日市町、柿木村）により吉賀町立柿木小学校と改称。